# Гірничий факультет Дніпровської політехніки
Гірничий факультет  — НГУ.

## Історична довідка
Факультет заснований у 1899.

## Структурні підрозділи факультету
- Кафедра гірничої інженерії та освіти (1900—2019 — кафедра підземної розробки родовищ)

Завідувач кафедри — Бондаренко Володимир Ілліч. Гірничий інженер доктор технічних наук, професор, дійсний член Академії інженерних наук України, лауреат Державної премії України в галузі науки і техніки, заслужений діяч науки і техніки України. Автор двох наукових відкриттів у галузі гірничої науки.
- Кафедра відкритих гірничих робіт

Завідувач кафедри — Собко Борис Юхимович. Гірничий інженер з відкритої розробки родовищ корисних копалин. Доктор технічних наук. Професор.
- Кафедра аерології та охорони праці

Завідувач кафедрою — Голінько Василь Іванович, інженер-електрик, доктор технічних наук, професор.
- Кафедра транспортних систем і технологій

Завідувач кафедрою — Ширін Леонід Никифорович, гірничий інженер-технолог, доктор технічних наук, професор, відмінник освіти України.
- Кафедра екології та технологій захисту навколишнього середовища

Виконувач обов'язків завідувача кафедри — Борисовська Олена Олександрівна. Доцент.
- Кафедра військової підготовки

Завідувач кафедри — Кондратюк Микола Петрович, полковник, офіцер з оперативно-тактичним рівнем підготовки.
- Кафедра фізичного виховання

Завідувач кафедри — Вілянський Володимир Миколайович, доцент, заслужений тренер України, президент обласної Федерації з карате.
сайт факультету